# Lucian Nastasă-Kovacs
Lucian Nastasă-Kovács (n. 19 septembrie 1957, Râmnicu Sărat, județul Buzău) este un istoric român.

## Biografie
Lucian Nastasă-Kovacs s-a născut la 19 septembrie 1957, în Râmnicu Sărat, județul Buzău.
Este absolvent al Universității „Alexandru Ioan Cuza” din Iași, Facultatea de Istorie și Filozofie, în 1984, unde și-a susținut și doctoratul în 1996. Cercetător științific principal la Institutul de Istorie „A.D. Xenopol” din Iași (1990-2002) și Institutul de Istorie „George Barițiu” din Cluj (2002-2022) ale Academiei Române, profesor asociat la Universitatea „Babeș-Bolyai” și fost director al Școlii doctorale de Relații Internaționale și Studii de Securitate (2012-2017). Este specialist în sociologia culturii și educației. A efectuat mai multe stagii de specializare și documentare la Centre National de la Recherche Scientifique (Paris), Universitatea „Kossuth Lajos” din Debrecen, Universitatea „Eötvös Loránd” din Budapesta, Institutul de istorie modernă din Beijing (China), Institut Européen de l’Université de Genève, Universitatea din Tel Aviv (Centrul „Moshe Dayan” pentru Orientul Mijlociu și Studii Africane), Universitatea Lomonosov din Moscova, Universitatea Ebraică din Ierusalim ș.a. Totodată a participat la numeroase congrese, colocvii și conferințe internaționale la Budapesta, Paris, Praga, Cracovia, Heidelberg, Viena, Graz, Geneva, Freiburg, Zürich, Chișinău, Tel Aviv, Sankt Petersburg, Istanbul, Ierusalim, Erevan, Madrid ș.a. Din ianuarie 2004 este membru al Corporației doctorilor a Academiei de Științe din Ungaria, iar în decembrie 2004 i s-a decernat Premiul Academiei Române. Laureat al Premiului „Rudich” al Universității Ebraice din Ierusalim (2012), al Asociației „Breasla Barabás Miklós” (2017), Medalia de Onoare a Federației Comunităților Evreiești din România (2012, 2016), Decorația „Magyar Érdemrend Lovagkeresztje” în grad de Cavaler (2018), Premiul „Gr. Kun Kocsárd” al Societății Maghiare de Cultură din Transilvania/EMKE (2022) ș.a. Membru al Uniunii Scriitorilor din România, membru în Consiliul Național de Etică a Cercetării Științifice, Dezvoltării Tehnologice și Inovării (2011-2012, 2016-2022) ș.a. Din 2014 este manager al Muzeului de Artă din Cluj (Palatul Bánffy).

## Opera
- Generație și schimbare în istoriografia română (sfârșitul secolului XIX și începutul secolului XX), Cluj, Presa Universitară Clujeană, 1999, 160 p.
- Intelectualii și promovarea socială (Pentru o morfologie a câmpului universitar), Cluj, Edit. Limes, 2004, 224 p.
- The Medical Faculty of the University of Kolozsvár/Cluj and its students (1872-1918), Budapest-Cluj, CEU-CRDE, 2004, 396 p. (cu Victor Karady).
- Itinerarii spre lumea savanta. Tineri din spațiul românesc la studii în străinătate (1864-1944), Cluj, Edit. Limes, 2006, 310 p.
- „Suveranii” universităților românești. Mecanisme de selecție și promovare a elitei intelectuale, Cluj, Edit. Limes, 2007, 571 p.
- Vasile Pârvan, Studii de istorie medievală și modernă, ediție îngrijită, note și indice de Lucian Nastasă. Cuvânt înainte și studiu introductiv de Al. Zub, București, Edit. Științifică și Enciclopedică, 1990, 390 p.
- Victor Slăvescu. 1891-1977, volum îngrijit de Lucian Nastasă și Al. Zub, București, Edit. Academiei, 1993.
- Istoria ca lectură a lumii, volum coordonat de Leonid Boicu, Gabriel Bădărău și Lucian Nastasă, Iași, Fundația Academică “A.D. Xenopol”, 1994, 712 p.
- Studii istorice româno-ungare, volum editat de Lucian Nastasă, Iași, Fundația Academică “A.D.Xenopol”, 1999, 400 p.
- Interethnic Relations in Post-Communist Romania, Cluj, Centrul de Resurse pentru Diversitate Etnoculturală, 2000, 400 p. (editor, cu Levente Salat). O versiune în limba romana: Relații interetnice în România post-comunistă, Cluj, Centrul de Resurse pentru Diversitate Etnoculturală, 2000.
- Țiganii din România. Mărturii documentare (1919-1944), Cluj, Centrul pentru Resurse și Diversitate Etnoculturală, 2001, 665 p. (coordonator).
- Maghiarii din România. Mărturii documentare (1945-1955), Cluj, Centrul pentru Resurse și Diversitate Etnoculturală, 2002, 920 p. (coordonator)
- Evreii din România. Mărturii documentare, (1945-1965), Cluj, Centrul pentru Resurse și Diversitate Etnoculturală, 2003, 736 p. (coordonator)
- Maghiarii din România. Mărturii documentare (1956-1968), Cluj, Centrul pentru Resurse și Diversitate Etnoculturală, 2003, 1006 p. (coordonator)
- Maghiarii din România și etica minoritară (1920-1940), Cluj, Centrul de Resurse pentru Diversitate Etnoculturală, 2003, 311 p. (editor, cu Levente Salat).
- Teohari Antonescu, Jurnal (1893-1908), ediție îngrijită și note de Lucian Nastasă, Cluj, Edit. Limes, 2005 (ed. II, revizuită și adăugită, cu un cuvânt înainte de Alexandru Zub, Iași, Edit. Junimea, 2019).
- Armenii din nord-vestul Transilvaniei în anii instaurării comunismului (1945-1953). Mărturii documentare, Cluj, Centrul pentru Resurse și Diversitate Etnoculturală, 2008, 320 p.
- Intimitatea amfiteatrelor. Ipostaze din viata privata a universitarilor "literari" (1864-1948), Cluj, Edit. Limes, 2010, 526 p. (reeditată: Cluj, Edit. Mega, 2018).
- Antisemitismul universitar în România (1919-1939). Mărturii documentare, cu un cuvânt înainte de Carol Iancu, Cluj, Edit. ISPMN/Kriterion, 2011, 652 p.
- Kristóf Szongott, Orașul Liber Regal Gherla (1700-1900). Metropola armeano-maghiară, ed. Lucian Nastasă, trad. Andrea Ghiță, București, Edit. Ararat, 2012, 363 p.
- Rom sau țigan. Dilemele unui etnonim în spațiul românesc, Cluj, Edit. ISPMN, 2012, 352 p. (împreună cu István Horváth).
- Kristóf Szongott, Etnografia armenilor din Ungaria, ed. Lucian Nastasă, trad. Andrea Ghiță, București, Edit. Ararat, 2013, 537 p.
- Politici culturale și modele intelectuale în România, ed. Lucian Nastasă și Dragoș Sdrobiș, Cluj, Edit. Mega, 2013, 420 p.
- Kristóf Szongott, Orașul Liber Regal Gherla (1700-1900), I, Generalități, ed. Lucian Nastasă, trad. Andrea Ghiță, București, Edit. Ararat, 2014, 604 p.
- Pogromul itinerant sau decembrie antisemit – Oradea, 1927, București, Edit. Curtea Veche, 2014, 470 p.
- Kristóf Szongott, Orașul Liber Regal Gherla (1700-1900), vol.II, Părți de sine stătătoare, partea I, ed. Lucian Nastasă, trad. Andrea Ghiță, București, Edit. Ararat, 2015, 436 p.
- Intelectualii din România. Configurații culturale, Cluj, Edit. Mega, 2014, 300 p.
- Kristóf Szongott, Genealogia familiilor armene din Transilvania, ediție și cuvânt înainte de Lucian Nastasă, traducere Andrea Ghiță, București, Edit. Ararat, 2016, 338 p.
- Erast Tarangul, Amintiri, ed. Radu Bruja și Lucian Nastasă, Cluj, Edit. Școala Ardeleană/Eikon, 2016, 207 p.
- Studenți români la École Pratique des Hautes Études (Section des Sciences Historiques et Philologiques), 1868-1948, Cluj, Edit. Școala Ardeleană/Eikon, 2016, 314 p.
- Cultură și propagandă. Institutul Român din Berlin (1940-1945), Cluj, Edit. Mega, 2018, 715 p. (cu Irina Matei). Cu o versiune în limba germană: Kultur und Propaganda. Das Rumänische Institut in Berlin (1940–1945), Berlin, Frank & Timme Verlag, 2023, 512 p.
- Miklós Bánffy, Trilogia transilvană, 3 vol., trad. Marius Tabacu, ediție îngrijită, studiu și note de Lucian Nastasă, București, Institutul Cultural Român, 2019.
- Un concurs universitar și trei personaje: Constantin Noica, Mircea Eliade și Ion Zamfirescu, Cluj, Edit. Mega, 2019.
- Enric Furtună și „Bilanțul unui insucces”, Cluj, Edit. Mega, 2020, 544 p.
- Armenii din România, ed. Claudia Dărăban, Lucian Nastasă-Kovács, Ilka Veress, Cluj, ISPMN, 2021, 328 p.

1. ↑   https://www.emke.ro/dijazottak Lipsește sau este vid: |title= (ajutor)